# Ervedosa (Vinhais)
Ervedosa es una freguesia portuguesa del municipio de Vinhais, con 30,98 km² de superficie y 445 habitantes (2001). Su densidad de población es de 14,4 hab/km².